# Питодорида
Питодорида Филометор (на гръцки: Πυθοδωρίδα or Πυθοδωρίς; ΒΑΣΙΛΙΣΣΑ ΠΥΘΟΔΩΡΙΔΑ ΦΙΛΟΜΗΤΩΡ, на латински: Pythodorida, Pythodoris Filometor; * 30 или 29 г. пр.н.е. в Смирна; † 33 или 38 г.) е съпруга на понтийския цар Полемон I, която след смъртта му наследява трона и става царица на Понт. Съвременница е на гръцкия географ Страбон.
Под нейната власт са се намирали Понт, Боспор, Киликия, Кападокия, Колхида, градовете Фарнакия и Трапезунт. Страбон я определя като много мъдра царица.

## Биография
Родена е в Смирна (днес Измир, Турция). Дъщеря е на анатолийски грък Питодор от Трал и римлянката Антония (дъщеря на Марк Антоний и Антония Хибрида Младша). Баща ѝ е много богата и влиятелна личност в периода на римските завоевания и експанзия в Мала Азия, приятел на Помпей Велики и съюзник на Марк Антоний. По майчина линия Питодор от Трал е правнук на Тигран I, цар на Армения и Митридат VI Евпатор, цар на Понт. Питодорида се пада внучка на триумвира Марк Антоний.
Около 14 пр.н.е. Питодорида се омъжва за Полемон I Питодор от Понт. Тя е неговата втора съпруга и става царица на Понт и Боспорското царство.
След смъртта на Полемон I в 8 г., Питодорида се омъжва за Архелай, цар на Малка Армения и Кападокия, като разширява владенията си. По времето на Тиберий тези земи се анексират към Римската империя, но в 38 г. Калигула ги дава под управлението на Полемон II, син на Питодорида и Полемон I.

## Деца
Питодорида и Полемон I имат двама сина и една дъщеря:
- Зенон (13 пр.н.е.-35), известен като Зено-Артаксиас или Артакс III, който става цар на Велика Армения от 18 до 35 г.
- Марк Антоний Полемон Питодор, известен като Полемон от Понт
- Антония Трифена (10 пр.н.е.-55 г.), която се омъжва за царя на Тракия, Котис VIII